# Pegomya sobria
Pegomya sobria är en tvåvingeart som först beskrevs av Albuquerque och Márcia Souto Couri 1981.  Pegomya sobria ingår i släktet Pegomya och familjen blomsterflugor. Inga underarter finns listade i Catalogue of Life.